# Unione Sportiva Sassuolo Calcio (femminile)
L'Unione Sportiva Sassuolo Calcio, meglio nota come Sassuolo o Sassuolo Femminile, è una società di calcio femminile di Sassuolo. Milita in Serie A, la massima serie del campionato italiano femminile di calcio.

## Storia
Dopo aver già iniziato la stagione 2016-2017 come Reggiana Femminile, nella conferenza stampa del 30 settembre 2016 tenutasi al Mapei Stadium - Città del Tricolore la dirigenza del Sassuolo ha annunciato di aver avviato una collaborazione con la dirigenza della Reggiana Femminile che, grazie a un accordo di licenza, gestirà in prospettiva le future attività della propria sezione femminile. La squadra si presenta così alla stagione di Serie B 2016-2017 con una nuova maglia, abbandonando il tradizionale granata per l'azzurro, mantenendo inizialmente i loghi di entrambe le società.
A partire dalla terza giornata di campionato, la Reggiana Femminile è diventata a tutti gli effetti A.S.D. Sassuolo C.F. In occasione del match contro il Vittorio Veneto si è tenuta una protesta di tifosi reggiani presso lo stadio Mirabello, mentre la partita è stata a rischio a causa del ritrovamento di chiodi sul campo da gioco e del portone d'ingresso sigillato con del silicone. Dopo i rilievi del caso e la denuncia verso ignoti, la gara si è poi giocata regolarmente. In occasione della partita contro l'Arezzo (vinta 2-0 dalle neroverdi) il Sassuolo gioca per la prima volta nel proprio stadio cittadino, il comunale Enzo Ricci. Al termine della stagione 2016-2017 ha vinto il girone C della Serie B ed è stato promosso in Serie A. Il Sassuolo ha iniziato la prima stagione in Serie A con sette sconfitte consecutive, rimanendo all'ultimo posto in classifica per tutto il girone di andata. Nel girone di ritorno ha collezionato quattro vittorie, delle quali tre consecutive sul finire di stagione, conquistando un posto nei play-out. Nel play-out disputato il 27 maggio in campo neutro il Sassuolo ha superato per 3-0 dopo i tempi supplementari la Roma CF, conservando la categoria. Nella stagione 2018-2019, al contrario rispetto alla precedente, il Sassuolo con due vittorie consecutive e tenendo la testa della classifica nelle prime quattro giornate, rimanendo nella parte medio alta della classifica fino alla fine del campionato.
Il 3 luglio 2019 la FIGC ha deliberato la cessione del titolo sportivo dalla società A.S.D. Sassuolo Calcio Femminile alla società U.S. Sassuolo Calcio, diventandone ufficialmente la sezione femminile.

## Simboli ufficiali

### Stemma
Lo stemma del Sassuolo è costituito da uno scudo decorato nella parte inferiore da strisce nere e verdi, oltre che da un pallone da calcio, e nella parte superiore è diviso in due parti, quella a sinistra presenta i tre colli dello stemma cittadino, quella a destra ancora strisce nere e verdi. La fascia orizzontale che divide i due settori riporta il nome del club.

### Inno
L'inno ufficiale del Sassuolo è il brano Neroverdi, composto nel 2013 dal cantautore sassolese Nek.

## Società

### Organigramma societario
Organigramma aggiornato al 9 agosto 2020.
- Elisabetta Vignotto - Presidente
- Alessandro Terzi - Direttore sviluppo calcio femminile
- Riccardo Soragni - Responsabile settore giovanile
- Giorgio Gagliardi - Segreteria
- Francesco Messori - Segreteria
- Master Group Sport - Area marketing, comunicazioni e sponsorizzazioni
- Greta Spagnulo - Addetto stampa

### Sponsor
Di seguito la cronologia di fornitori tecnici e sponsor del Sassuolo.
| Cronologia degli sponsor tecnici - 2016-2020 Kappa - 2020- Puma | Cronologia degli sponsor ufficiali - 2016-oggi Mapei |

### Settore giovanile
Il settore giovanile femminile del Sassuolo è formato da 5 squadre partecipanti ai campionati Primavera, Giovanissime, Under-13, Under-12 e Pulcine. A queste si aggiunge anche una squadra "riserva" che milita nella Promozione femminile dell'Emilia-Romagna.

## Allenatori e presidenti
Di seguito l'elenco degli allenatori e dei presidenti del Sassuolo Calcio Femminile, dall'anno di fondazione ad oggi.
| Allenatori - 2016-2018 Federica D'Astolfo - 2018-2024 Gianpiero Piovani - 2024-2025 Gian Loris Rossi - 2025- Alessandro Spugna | Presidenti - 2016-oggi Elisabetta Vignotto |

## Calciatrici

### Capitani
- Atdhetare Halitjaha (2016-2017)
- Daniela Sabatino (2019-2020)
- Valeria Pirone (2020-2021)
- Maria Luisa Filangeri (2021-2024)

## Statistiche e record

### Partecipazioni ai campionati
| Livello | Categoria | Partecipazioni | Debutto   | Ultima stagione | Totale |
| ------- | --------- | -------------- | --------- | --------------- | ------ |
| 1º      | Serie A   | 8              | 2017-2018 | 2024-2025       | 8      |
| 2º      | Serie B   | 1              | 2016-2017 | 2016-2017       | 1      |

### Partecipazioni alle coppe
| Competizione        | Partecipazioni | Debutto   | Ultima stagione | Totale |
| ------------------- | -------------- | --------- | --------------- | ------ |
| Coppa Italia        | 8              | 2016-2017 | 2023-2024       | 8      |
| Supercoppa italiana | 1              | 2021      | 2021            | 1      |

## Organico

### Rosa 2024-2025
Rosa e numeri come da sito ufficiale.
| N. |                        | Ruolo | Calciatrice        |
| -- | ---------------------- | ----- | ------------------ |
| 1  | Italia (bandiera)      | P     | Lia Lonni          |
| 2  | Belgio (bandiera)      | D     | Davina Philtjens   |
| 3  | Italia (bandiera)      | D     | Sara Mella         |
| 4  | Danimarca (bandiera)   | D     | Caroline Pleidrup  |
| 5  | Italia (bandiera)      | D     | Sara Caiazzo       |
| 7  | Italia (bandiera)      | C     | Greta Adami        |
| 8  | Italia (bandiera)      | C     | Martina Brustia    |
| 9  | Italia (bandiera)      | A     | Daniela Sabatino   |
| 10 | Germania (bandiera)    | C     | Gina Chmielinski   |
| 11 | El Salvador (bandiera) | C     | Samantha Fisher    |
| 12 | Belgio (bandiera)      | C     | Kassandra Missipo  |
| 13 | Belgio (bandiera)      | A     | Elena Dhont        |
| 14 | Danimarca (bandiera)   | C     | Maja Hagemann      |
| 15 | Italia (bandiera)      | C     | Benedetta Brignoli |

| N. |                     | Ruolo | Calciatrice               |
| -- | ------------------- | ----- | ------------------------- |
| 16 | Francia (bandiera)  | P     | Solène Durand             |
| 17 | Italia (bandiera)   | C     | Cecilia Prugna            |
| 18 | Italia (bandiera)   | C     | Valentina Gallazzi        |
| 20 | Italia (bandiera)   | D     | Benedetta Orsi (capitano) |
| 22 | Italia (bandiera)   | P     | Erika Di Nallo            |
| 23 | Italia (bandiera)   | D     | Martina Fusini            |
| 24 | Italia (bandiera)   | D     | Aurora De Rita            |
| 26 | Scozia (bandiera)   | A     | Lana Clelland             |
| 27 | Italia (bandiera)   | A     | Valeria Monterubbiano     |
| 29 | Slovenia (bandiera) | C     | Naja Poje Mihelič         |
| 30 | Italia (bandiera)   | C     | Manuela Perselli          |
| 58 | Italia (bandiera)   | A     | Emma Girotto              |
| 93 | Francia (bandiera)  | C     | Kadidia Traoré            |
|    | Italia (bandiera)   | P     | Francesca De Bona         |

### Staff tecnico
Staff tecnico come da sito ufficiale.
- Alessandro Spugna - Allenatore